# Serbowie z Bośni i Hercegowiny

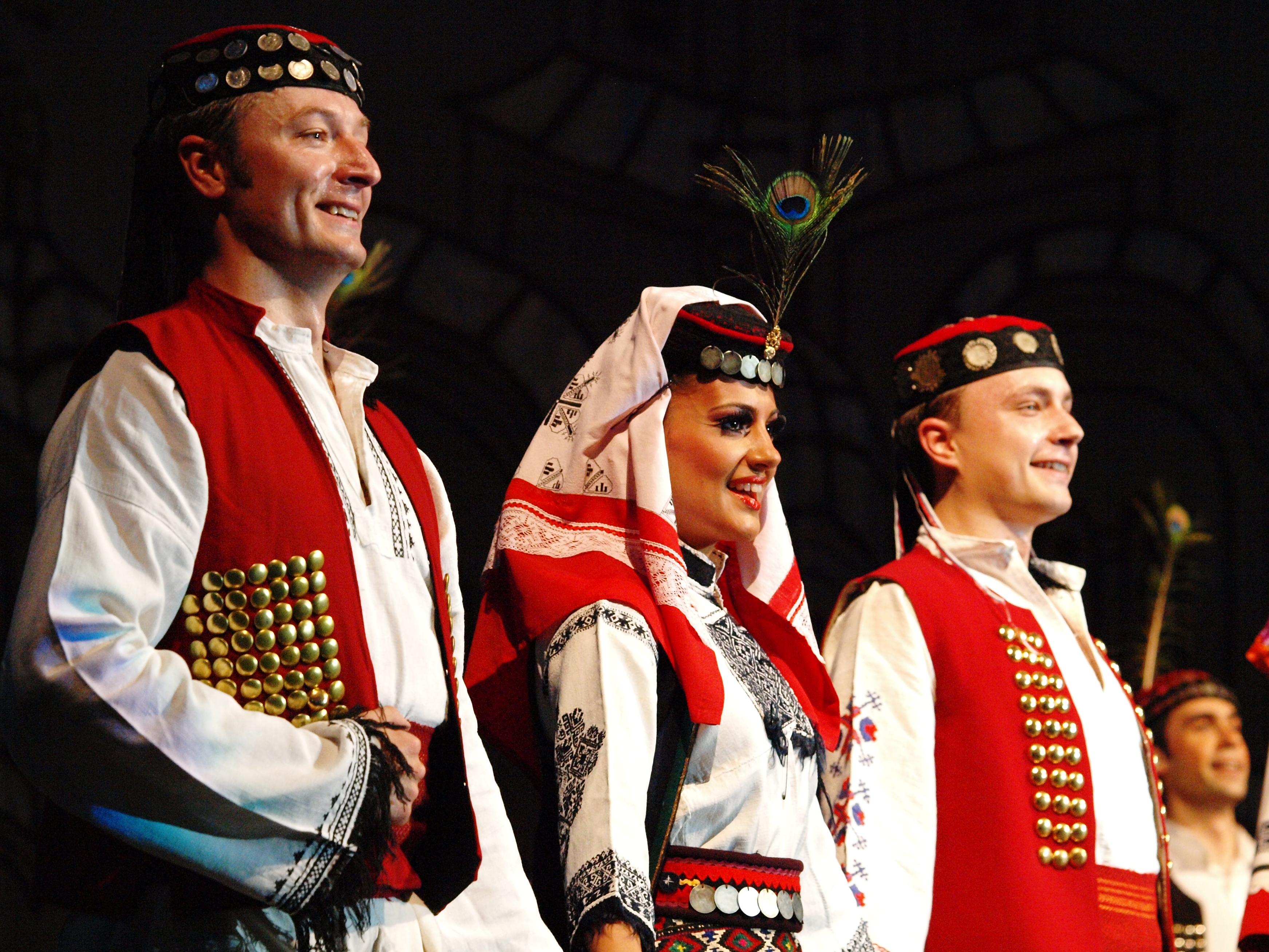
Ludowe stroje Serbów z Bosanskiej Krajiny

Serbowie – jeden z trzech konstytutywnych narodów Bośni i Hercegowiny. Większość bośniackich Serbów zamieszkuje jedną z dwóch części składowych państwa Bośni i Hercegowiny – Republikę Serbską, reszta zamieszkuje południową część Bosanskiej krajiny. Posługują się oni językiem serbskim o wymowie ijekawskiej i w większości są prawosławni, a niewielka część z nich to ateiści, mahometanie lub katolicy.
Największa liczba Serbów mieszka w Republice Serbskiej, jednej z dwóch części składowych kraju. Oprócz Republiki Serbskiej, gdzie Serbowie stanowią około 81,51% populacji, w bardzo niewielkiej liczbie mieszkają oni w drugiej części kraju, Federacji Bośni i Hercegowiny, głównie w kantonie uńsko-sański i kantonie 10, gdzie stanowią około 2,55% całkowitej populacji. W drugiej jednostce terytorialnej, Federacji Bośni i Hercegowiny, Serbowie stanowią większość w okręgach Drvar, Glamoč, Bosanski Grahovo i Bosanski Petrovac.

## Historia
Serbowie zasiedlili tereny Bośni i Hercegowiny w pierwszej połowie VII wieku. Podczas panowania Turków na Bałkanach przejście na wiarę muzułmańską było korzystne dla bośniackich Serbów, ze względu na nierówne traktowanie nie-muzułmanów w Imperium Osmańskim. Musieli oni płacić dodatkowe podatki i nie mogli posiadać ziemi ani nieruchomości, jak i zajmować stanowisk w osmańskich urzędach.
W 1878 roku Bośnia i Hercegowina stała się protektoratem Austro-Węgier. W 1914 roku Serb z Bośni Gavrilo Princip dokonał w Sarajewie zamachu (zamach w Sarajewie) na następcę tronu Franciszka Ferdynanda, co stało się pretekstem do podjęcia działań zbrojnych – I wojny światowej, w wyniku której Bośnia i Hercegowina została częścią Królestwa Jugosławii. W czasie II wojny światowej Serbowie przeszli pod rządy faszystowskich ustaszy z Niepodległego Państwa Chorwackiego. Serbowie wraz z Żydami i Romami stali się ofiarami ludobójstwa – setki tysięcy Serbów bośniackich zostało zamordowanych. W 1992 roku bośniaccy Muzułmanie proklamowali niepodległość, której nie uznał rząd SFRJ. Wywołało to wojnę domową, w wyniku której zginęło 100-200 tysięcy ludzi (z czego 1/4 stanowili Serbowie),. Spośród 3,5 mln ludzi, którzy opuścili Bośnię, ok. 500-600 tysięcy stanowili Serbowie.

## Populacja
Dane dotyczące składu etnicznego Bośni i Hercegowiny były jedynie szacowane, dokładne dane miały zostać przedstawione przed 2011 rokiem. Z szacunków wynikało, że Bośnię i Hercegowinę zamieszkiwało 1 100 000 Serbów (ok. 33% populacji Bośni i Hercegowiny). Serbowie są w większości wyznawcami Serbskiego Kościoła Prawosławnego, niektórzy są bezwyznaniowi. Za swój język uznają zazwyczaj standardowy serbski w wariancie ijekawskim. Łączną liczbę bośniackich Serbów szacuje się na około 2 mln.

## Kultura

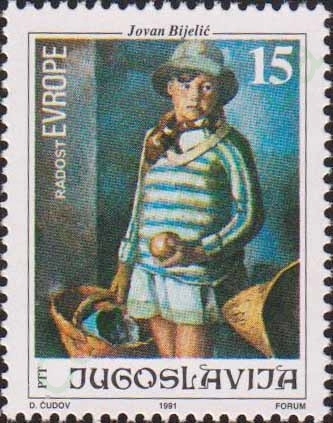
Praca Jovana Bijelića na jugosłowiańskim znaczku pocztowym

Bośnia i Hercegowina jest bogata w serbską architekturę, zwłaszcza jeśli chodzi o liczne serbskie kościoły i klasztory, a także stećakowe nagrobki. Nowoczesny serbsko-bizantyjski styl architektoniczny, który rozpoczął się w drugiej połowie XIX wieku, jest obecny nie tylko w architekturze sakralnej, ale także w architekturze miejskiej. Cerkwie i klasztory ozdobione są freskami i ikonostasami. Muzeum Starej Cerkwi Prawosławnej w Sarajewie jest jednym z pięciu na świecie ze względu na bogaty skarbiec ikon i innych przedmiotów z różnych wieków.